# Teal

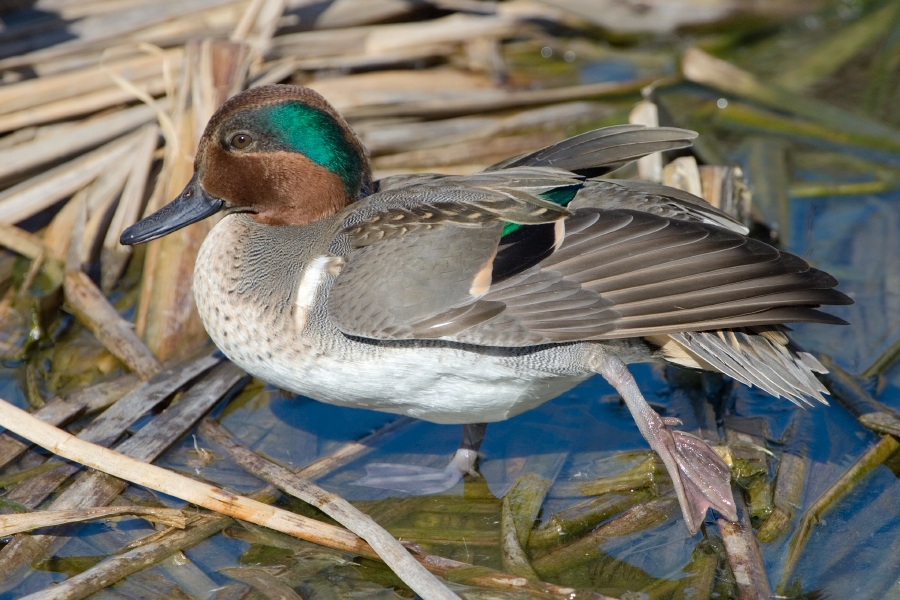
Kricka (hane).

Teal är en färg mellan grön och blå. Färgen har fått sitt namn av det engelska namnet på fågeln kricka. Teal är en av de sexton ursprungliga HTML-färgerna och var standardfärg på Windows 95:s skrivbord. Dess koordinater visas i boxen härintill. I svenska språket används ordet knappast utanför hänvisningar till bildskärmsfärger och kallas i vardagligt tal blågrön eller turkos.